# Койдула (станція)
Кóйдула (ест. Koidula raudteejaam) ― вузлова залізнична станція, розташована у селі Койдула волості Сетомаа (до реформи — Вярска) повіту Вирумаа на кордоні Естонії та Росії.
Станція розташована на лінії Тарту—Койдула і також входить до лінії Рига—Псков; на ній об'єднуються залізничні колії з Валги та Тарту, після чого спільна колія прямує через кордон до російського міста Печори.

## Історія
Станція була збудована у 2010—2011 рр. з метою зміни системи митного контролю вантажних потягів, що прибувають до Естонії з напрямку Печор-Псковських. Для спорудження станції було обрано місце східніше колишньої платформи Вескі на лінії Валга—Псков. Також у рамках будівництва нової станції був збудований новий перегон Орава—Койдула, відкритий 26 травня 2011 року, який замінив собою старий прикордонний перехід Орава—Печори-Псковські, закритий 20 травня 2011 року.
Залізнична станція Койдула була відкрита 3 вересня 2011 року.
До середини 2011 року через реновацію прикордонного пункту Койдула та однойменної залізничної станції неподалік Піузи (на території Естонії) були сполучені залізничні дільниці Валга—Койдула та Тарту—Койдула, що уможливила рух на т. зв. «південно-східному трикутнику» Естонії (Тарту—Валга—Піуза—Тарту) без перетину російського кордону, адже до того лінії сходилися на території Росії на станції Печори-Псковські.
До 1964 року вже було збудовано залізницю, що сполучала інші залізниці на території Естонської РСР: від тодішньої залізничної дільниці Тарту—Печори на території між зупинкою Пійроя та станцією Печор проходило відгалуження у напрямку Валги, через що було можливо рухатися з однієї дільниці на іншу не проходячи через вузлову станцію Печори. Пізніше колії звідти були зняті.

## Сполучення

### Пасажирське
Станція є кінцевою для дизельних потягів маршрутів Таллінн—Койдула і Тарту—Койдула; на станції у день зупиняється до 4 пасажирських потягів Elron, що курсують за останнім маршрутом.
З літа 2012 року оперована на той час Південно-східною залізницею лінія Тарту–Койдула була продовжена до Піузи. Допоки продовження лінії діяло лише влітку. Компанія Elron запроввадила потяги до Піузи 1 червня 2014 року, і зараз туди курсує один пасажирський потяг на день.
Також через відкриття нової станції та сполучення з Оравою до станції Піуза влітку продовжується маршрут Таллінн—Койдула.
Пасажирське сполучення через кордон з Росією відсутнє із 1997 року, але до цього дільницею, на якій розташована станція, курсував пасажирський потяг Рига — Санкт-Петербург, що проходив естонський митний контроль на станції Піуза.

### Вантажне
Головним завданням прикордонної станції Койдула є організація товарообміну з Росією (для цього на станції є зокрема рентген-апарат, який постійно просвічує вміст усіх товарних потягів); раніше ця процедура здійснювалася в Тарту.
Станція Койдула має 10 пар колій та 38 стрілочних переводів; загалом було споруджено 25,6 км колій. Станція здатна приймати до 40 пар потягів на добу.
Окрім цього, на вокзалі прикордонної станції Койдула також розташовано товарний склад податкового і митного управлінь, депо, поворотний круг для локомотивів та низка допоміжних споруд для обробки товарів.

## Галерея

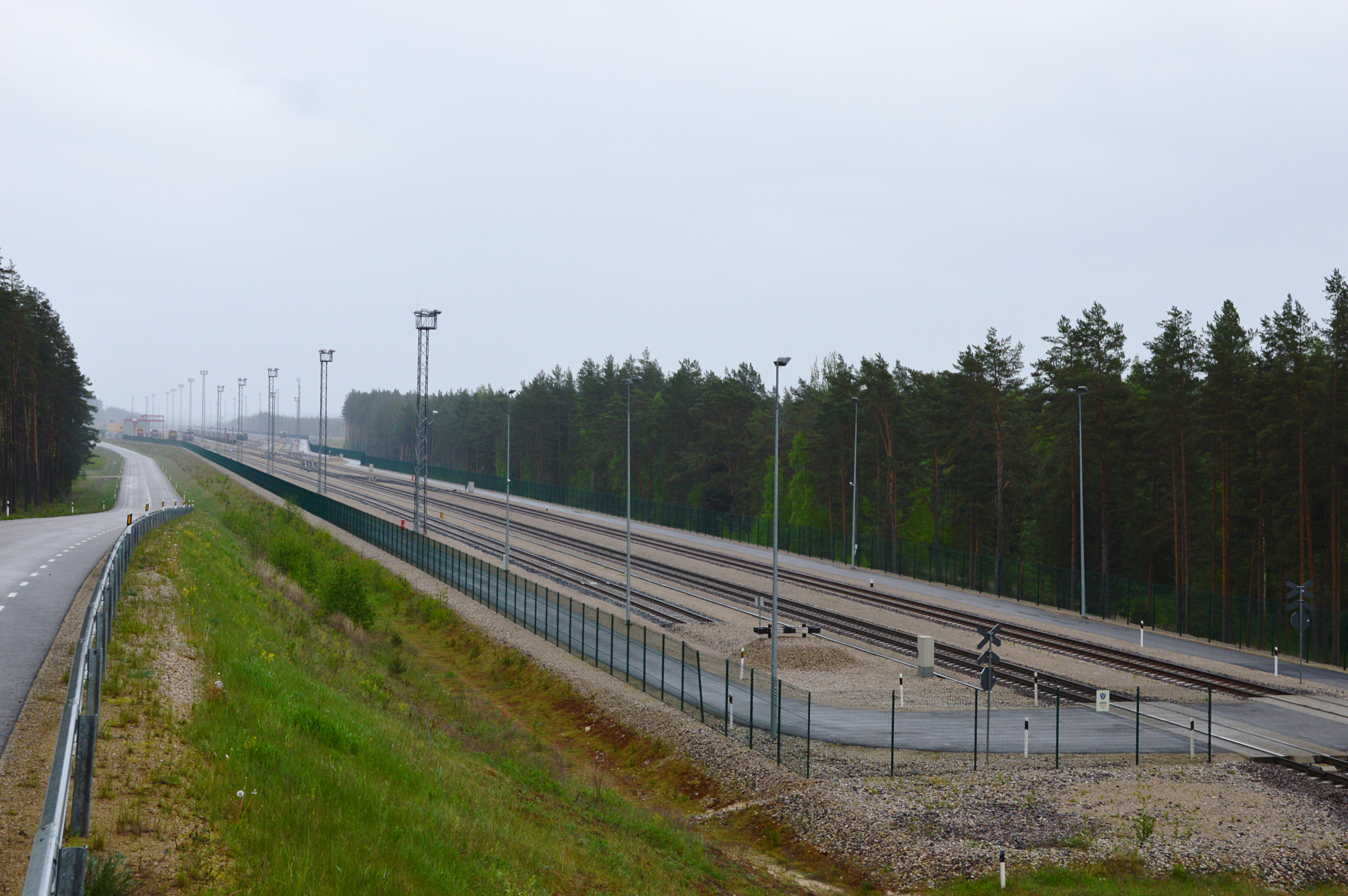
Вид на станцію Койдула із заходу.
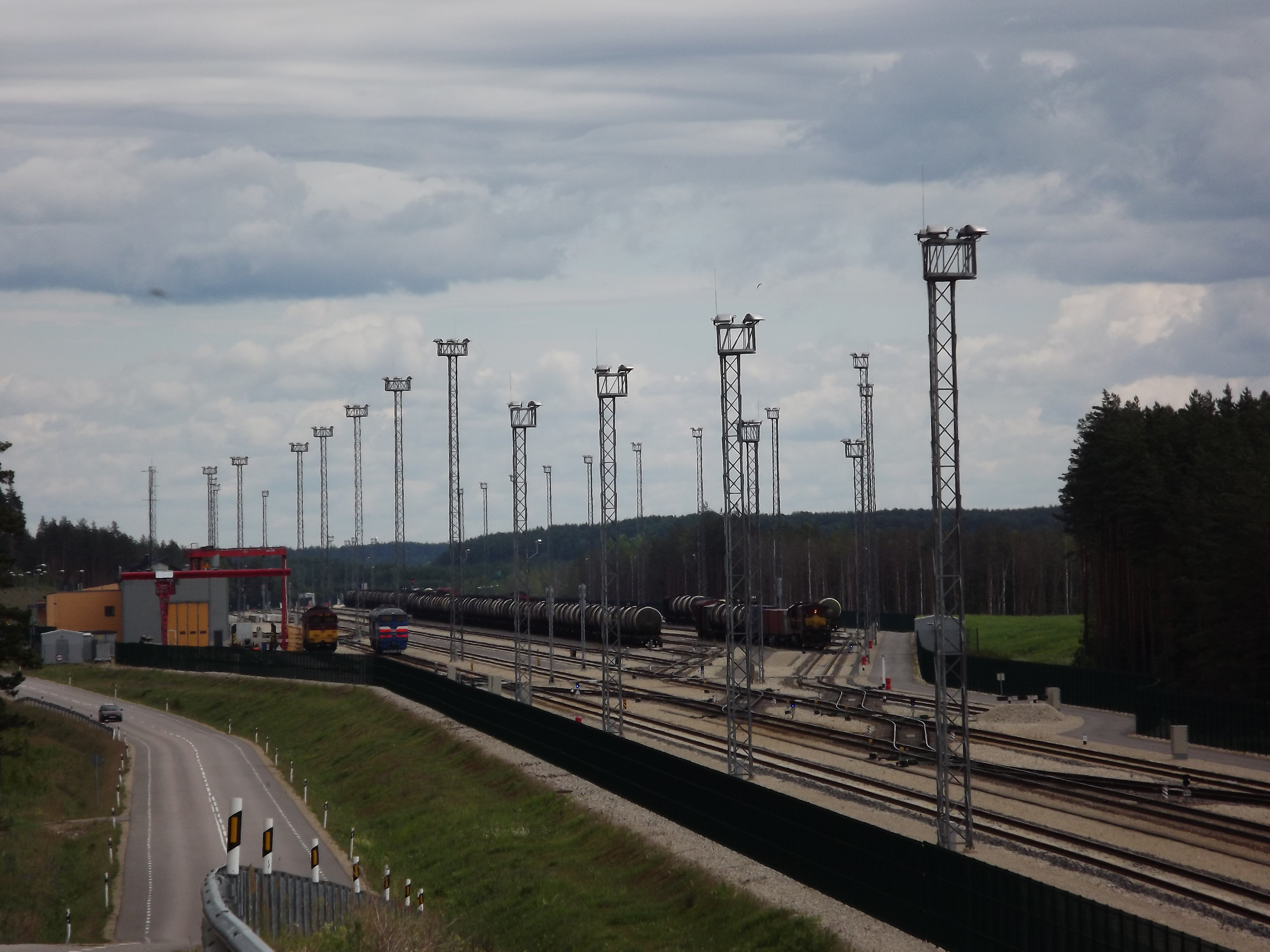
Залізнична станція Койдула
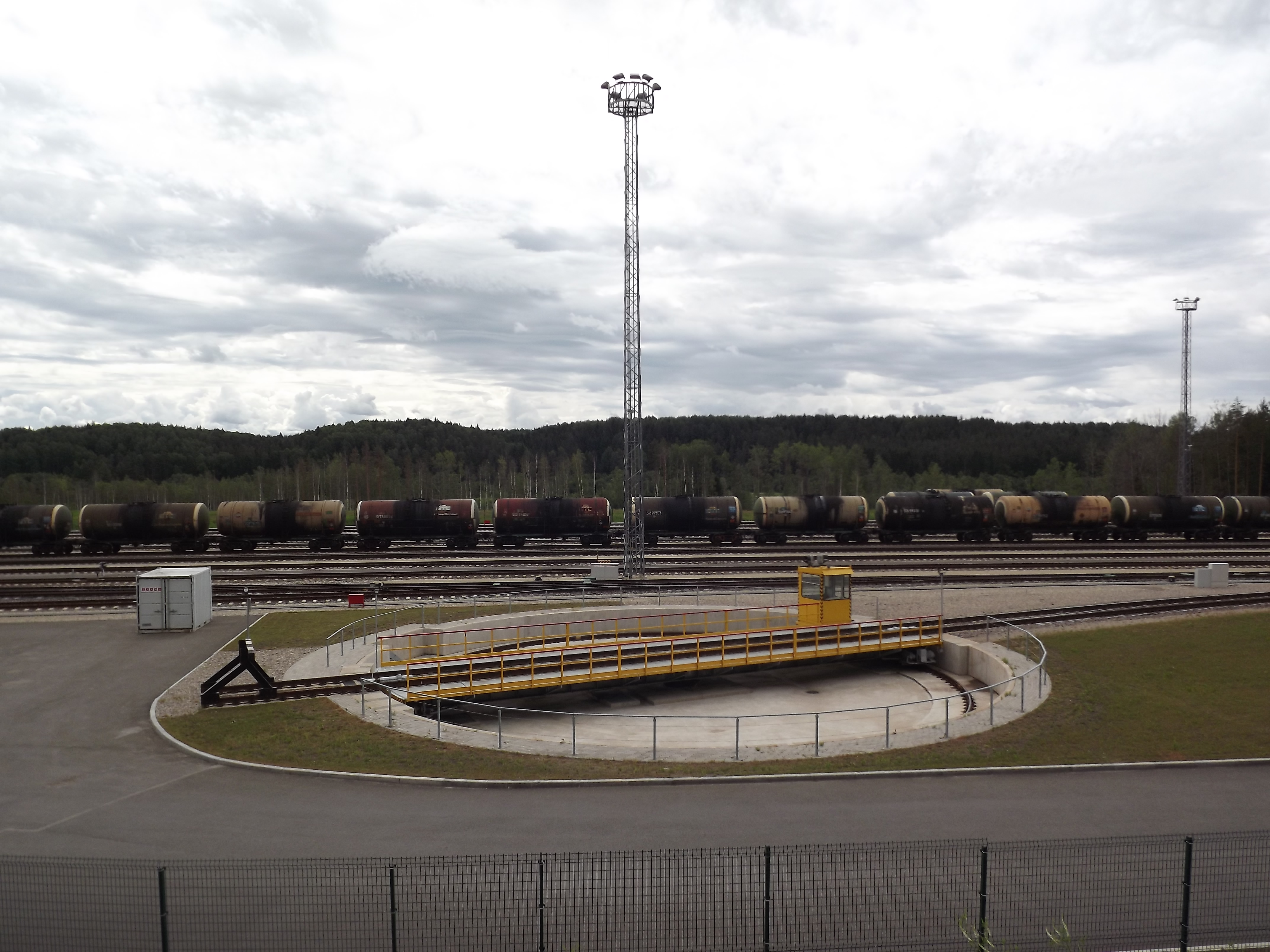
Поворотний круг
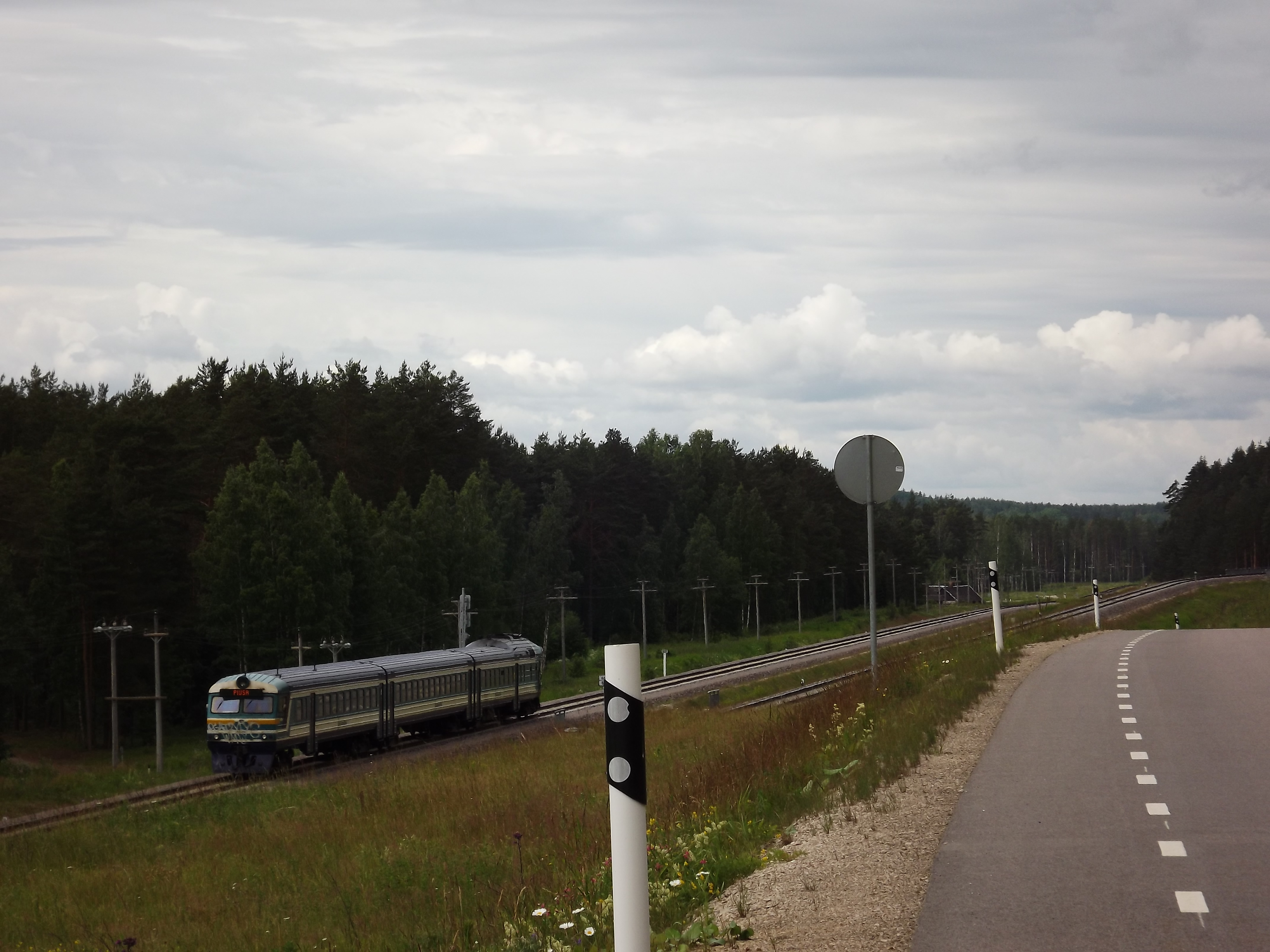
Пасажирський потяг, що прямує до Піузи
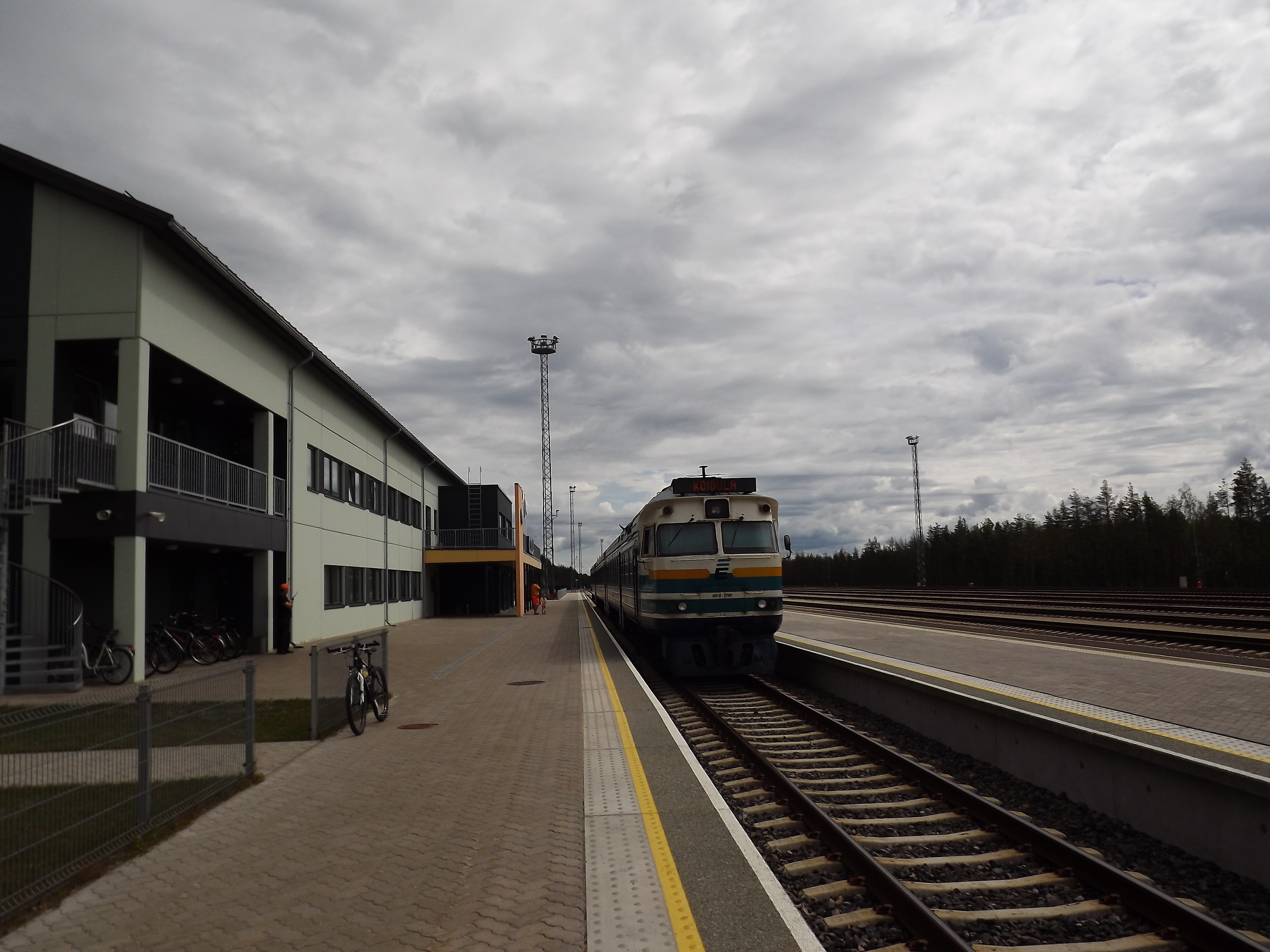
Пасажирський потяг DR1B Південно-західної залізниці Естонії, що влітку курсує із Тарту до Піузи через Койдулу